# Оската (Авелино)
Оската је насеље у Италији у округу Авелино, региону Кампанија.
Према процени из 2011. у насељу је живело 122 становника. Насеље се налази на надморској висини од 718 м.